# История Балтийского флота
Балтийский флот — старейший военно-морской флот России.

## Допетровская эпоха

### Морские походы новогородцев на Балтике
Балтийское море носило стратегическое значение с момента появления государственности на территории Руси. Отсюда начинался имевший международное значение путь из варяг в греки. На северном участке этого пути располагались один из древнейших русских городов — Ладога и первая столица Руси — Новгород. В XI и XII веках новгородцы утвердились на южных берегах Финского залива, получивших впоследствии название Водской пятины.
В составе вооружённых сил Новгородской республики не было специальных военных флотов. Для военных действий на флоте использовались обычные торговые суда, называемые лодьями, достигавшие в длину 20-25 метров, имевшие парусное вооружение и вёсла. Такая лодья могла принимать на борт от 60 до 100 профессиональных воинов. Кроме того, известно о следующих типах судов: скедия, буса, шитик, «корабль», набойня, струг и чёлн. Каждая ладья с экипажем составляла отдельную боевую единицу, личный состав которой разделялся на десятки. Ладьи объединялись в отряды, несколько отрядов составляли флот во главе которого стоял князь. Основным тактическим приёмом ведения морского боя был абордаж.
На протяжении XII—XIV веков продолжалась борьба в акватории Балтийского моря, успех попеременно сопутствовал то новгородцам, то их противникам.
Известны несколько случаев использования новгородцами морских судов для боевых действий:
- первые сведения о возможных военных действиях русских на Балтийском море приходятся на 1187 год. В этом году новгородцы совместно с карелами, переплыв на ладьях Варяжское море, высадились на шведском побережье и 12 августа захватили город Сигтуну, взяв богатую добычу. Наиболее ценным трофеем были массивные медные ворота Сигтуны, называемые «Сигтунские врата», которые до сих пор украшают Софийский Собор в Новгороде.
- в 1191 году новгородцы совместно с карелами совершают морской поход в Финляндию против шведов. По утверждению ряда русских историков[5][6][7][8], не дающих ссылки на первоисточник, во время похода ими был разрушен Або. В то же время, первое упоминание о Або у шведов встречается только в 1270 году.
- в 1311 году новгородцы под начальством князя Дмитрия Романовича предприняли морскую экспедицию через Финский залив на побережье Финляндии. В результате успешных действий новгородцы овладели районом Борго — Тавасгус и захватили огромную добычу
- в 1318 году новгородцы повторили поход в Финляндию — переплыв Финский залив на ладьях сожгли город Або и беспрепятственно возвратились.
- в 1348 году новгороды активно использовали суда для осады захваченного шведами Орешка.

### Русско-шведская война (1495—1497)
В 1496 году Москва организовала первую морскую экспедицию против Швеции. Русская «судовая рать» обогнула Белое и Баренцево моря и успешно атаковала владения Швеции на севере Скандинавского полуострова, дойдя до побережья Балтики и захватив три шведских корабля. В 1496 году Иоанн III заключил союз с датским королём Иоанном против шведских правителей Стуров и отправил трёх воевод осаждать Выборг; русские опустошили страну, но не могли взять город. В следующем году новое русское войско вторглось в Финляндию, опустошило её до Тавастгуса и одержало блестящую победу над шведами, а другое войско отправилось морем в Каднию и привело в русское подданство жителей берегов Лименги. В том же году Свант Стур явился в устье реки Наровы и взял новопостроенный Ивангород, где было истреблено всё его население; шведы, впрочем, скоро покинули своё завоевание, и война окончилась после того, как датский король получил шведский престол; великому князю она ничего не дала.

### Ливонская война
Борьба на Балтике резко обострилась в середине XVI века, вместе с ослаблением Ливонского ордена.
В июле 1557 года по указу Ивана Грозного в Лужской губе началось строительство первого русского порта на Балтике. Руководил строительством окольничий Дмитрий Семёнович Шастунов, а помогал ему Иван Выродков — значительный русский военный инженер. Порт был построен в кратчайшие сроки (за три месяца), и вскоре царский указ воспретил новгородским и псковским купцам торговать в ливонских городах Нарве и Ревеле. Отныне они должны были ждать «немцев» в своей земле.
В 1558 году Иван Грозный начал Ливонскую войну, стремясь обеспечить России надёжный выход к Балтийскому морю. Первое время боевые действия развивались успешно для русских — уже в 1558 году захватив Нарву, русский царь сделал её главными торговыми воротами в Россию. Товарооборот Нарвы рос быстрыми темпами, количество заходящих в порт судов достигало 170 в год. Потерявшие доходы от транзита русских товаров Швеция и Польша развернули в Балтийском море широкую каперскую деятельность против судов идущих в Нарву. С целью противодействия им Иван Грозный в марте 1570 года выдал «царскую грамоту» (каперский патент) датчанину Карстену Роде. Грамотой был определён порядок дележа добычи, назначено жалование команде, приказано «…воеводам и приказным людям, того атамана Карстена Роде и его скиперов, товарищей и помощников в наших пристанищах на море и на земле в береженье и в чести держать». Купив и оснастив на царские деньги корабль, Роде действовал достаточно эффективно, уже к сентябрю собрав эскадру в 6 судов и нанеся шведским и польским купцам значительный ущерб. Команды кораблей Роде пополнял как датчанами так и архангельскими поморами, стрельцами и пушкарями Пушкарского приказа. Первоначально планировалось базирование кораблей Роде в Нарве, но близость к боевым действиям изменила планы и эскадра базировалась в основном в портах союзника Ивана Грозного — датского короля Фредерика II. Всего им было захвачено 22 судна общей стоимостью вместе с грузами в полмиллиона ефимков серебром. Швеция и Польша посылали специальные эскадры для поиска и поимки Роде, но успеха не имели. Одновременно с этим началось сооружение русского флота в Вологде (около 20 судов) с целью их дальнейшей переброски на Балтику.
Однако, в сентябре 1570 года начались датско-шведские переговоры об окончании войны. В результате Роде оказался не нужен одному из своих покровителей — королю Фредерику II. Кроме того, деятельность эскадры значительно ухудшила торговую активность в Балтийском море, снизив доходы датской казны от взимания пошлины за проход судов через пролив Зунд. В октябре 1570 года в Копенгагене, по обвинению в нападении на датские суда, Роде был арестован, команды распущены, а корабли и имущество отобраны в казну. В 1581 году, вступившая в войну Швеция захватила Нарву, а по Плюсскому перемирию 1583 года Россия лишалась и южного побережья Финского залива.
В результате русско-шведской войны 1590—1595 годов утерянные земли были возвращены России. В 1600 году польский посол Лев Сапега от имени Сигизмунда III предложил Борису Годунову отвоевать Нарву у Швеции и передать её вместе с Ивангородом в общее владение Польши и Московского государства, создав здесь базы для совместного Балтийского флота. Предполагалось, что Польша обеспечит будущий флот командирами судов и экипажами, а Россия — материалами (лес, смола, пенька и т. д.) необходимыми для строения судов. Вооружение кораблей и снабжение продовольствием их команд должно было осуществляться за счёт обоих государств. Но Борис Годунов отклонил польское предложение.
По Столбовскому миру 1617 года южное побережье Финского залива вновь отошло Швеции.
В июне 1634 года при заключении Поляновского мира поляки вновь предложили включить в текст мирного договора статью, о том что «король польский и великий государь московский должны вместе стараться, чтоб был у них наряд пушечный, корабли и люди воинские на море Ливонском (Балтийском) и на море Великом (Чёрном) для расширения границ». Русские послы, учитывая отсутствие у России портов на Балтийском и Чёрном морях, отклонили эту статью, заявив, что «государевых воинских кораблей на море Ливонском и на море Великом прежде не бывало и вперед быть негде, да и не для чего; а если это понадобится королю, то пусть он обошлется с нашим государем».

### Русско-шведская война 1656—1658 гг.
Следующая попытка закрепиться на Балтийском море была предпринята Россией в середине XVII века. В кампании 1656 года русские войска действовали на двух направлениях.
Главные силы во главе с царём Алексеем Михайловичем действовали вдоль Западной Двины, продвигаясь к Риге. В феврале 1656 года в Смоленском уезде, на верхних притоках Западной Двины — реках Обше и Каспле под руководством воеводы Семёна Змеева началась постройка флотилии из 600 стругов для перевозки войск. К июлю строительство флотилии было в основном закончено. Струги имели длину от 8 до 17 саженей (16—35 м) и могли свободно вмещать по 50 солдат или стрельцов со всем запасом. Прочие суда использовались для доставки продовольствия, эвакуации раненых и больных нижних чинов и перевозки полковой и осадной артиллерии. 31 июля был взят Динабург, 14 августа — Кокенгаузен (переименован в Царевич-Дмитриев). Боярин Афанасий Лаврентьевич Ордин-Нащокин основал судостроительную верфь в Царевиче-Дмитриеве и начал строительство кораблей для плавания на Балтийском море. 21 августа начата осада Риги. Однако Ригу взять не удалось — гарнизон дождался подкрепления отрядами фельдмаршала Кёнигсмарка и генерала Дугласа и русские войска были вынуждены отступить.
Другой отряд русских войск под начальством воеводы Потёмкина (1000 человек в составе новгородских и ладожских стрельцов и пеших казаков, солдат, 300 чел. карелов-переселенцев «промышленных людей»; 570 человек донских казаков и около 30 человек копорских «вольных казаков») должен был очистить от шведов Ижору и овладеть устьем Невы, после чего перед Потёмкиным была поставлена задача идти на Стокгольм. 3 июля 1656 года войска под командованием Потёмкина осадили Нотебург (рус. Орешек), но взять его не смогли. 30 июля часть отряда захватила шведскую крепость Ниеншанц (рус. Канцы). Во взятии крепости участвовали гребные суда флотилии донских казаков. 22 июля в районе острова Котлин произошёл морской бой, в результате которого русская флотилия разбила отряд шведских кораблей, захватив 6-пушечный «полукорабель» (галеру) с экипажем. Десант, высаженный на Котлине, сжёг находившиеся здесь поселения.
В дальнейшем русские войска действовали не столь удачно. В 1658 году шведы вернули себе Ниеншанц, а по Кардисскому мирному договору Россия выхода к Балтийскому морю не получила, суда заложенные в Царевич-Дмитриеве были разобраны.

## Рождение флота
Заслуга в создании Балтийского флота по праву принадлежит Петру I.
В конце XVII века на Плещеевом озере Петром I создаётся потешная флотилия. В январе 1696 года при подготовке ко Второму Азовскому походу на верфях Воронежа и в Преображенском было развёрнуто масштабное строительство кораблей. Построенные в Преображенском галеры в разобранном виде доставлялись в Воронеж, там собирались и спускались на воду. Кроме того, из Австрии были приглашены инженерные специалисты. Свыше 25 тысяч крестьян и посадских было мобилизовано с ближайшей округи на строительство флота. Были сооружены 2 крупных корабля, 23 галеры и более 1300 стругов, барок и мелких судов. Во главе флота поставлен Лефорт. Флагманом флотилии определён 36-пушечный корабль «Апостол Пётр». В мае 1696 года русская флотилия блокировала Азов с моря. 19 (29) июля 1696 года крепость сдалась.
20 (30) октября 1696 года Боярская Дума провозглашает «Морским судам быть…» Эту дату можно считать днём рождения русского регулярного военно-морского флота. Утверждается обширная программа судостроения — 52 (позднее 77) судов. Для финансирования строительства флота вводятся новые виды податей: землевладельцы были объединены в так называемые кумпанства по 10 тыс. дворов, каждое из которых на свои деньги должно было построить корабль. Летом 1699 года первый большой русский корабль «Крепость» (46-пушечный) отвёз русского посла в Константинополь для переговоров о мире. Само существование такого корабля склонило султана к заключению мира в июле 1700 года, который оставил за Россией крепость Азов.
В 1697—1698 годах в составе Великого посольства в Голландии Пётр I поработал плотником на верфях Ост-Индийской компании, при участии царя был построен корабль «Пётр и Павел».

### Северная война
Войны началась крайне неудачно для русской армии — с поражения под Нарвой. Однако Карл XII в дальнейшем направил свои войска против союзников России, что дало Петру I необходимую передышку. В 1701 году началась постройка 600 стругов на реках Волхов и Луга. Более 300 речных судов и лодок было построено на Новгородской верфи на реке Пола, впадающей в озеро Ильмень. Были взяты в казну все годные частные суда на Ладожском и Онежском озёрах, реках Свирь и Волхов. Вскоре шведские флотилии были вытеснены из Ладожского, Псковского и Чудского озёр.
Зимой 1702 года началась постройка верфи на реке Сясь, впадающей в Ладожское озеро. Здесь были заложены первые боевые корабли — шесть 18-типушечных парусных фрегатов и 9 вспомогательных судов. В том же 1702 году в Олонецком уезде на реке Свирь была заложена Олонецкая верфь, где спущено на воду в 1703 году 7 фрегатов, 5 шняв, 7 галер, 13 полугалер, 1 галиот и 13 бригантин. 20 (31) августа 1703 года на Олонецкой верфи был спущен первый линейный корабль — 28-пушечный фрегат «Штандарт». Ещё одна верфь заложена на реке Волхов.
Корабли, построенные на реке Сясь и на Олонецкой верфи, положили начало Балтийскому флоту.
С весны 1703 года русские войска развернули наступление вдоль Невы. 1 мая капитулировал гарнизон крепости Ниеншанц (русск. Канцы). 5 мая к устью Невы подошла шведская эскадра под командованием вице-адмирала Нумерса. Не зная о взятии русскими крепости Ниеншанц, Нумере приказал 10-пушечному галиоту «Гедан» и 8-пушечной шняве «Астрильд» войти в реку. В ночь на 7 мая флотилия из 30 лодок под командованием Петра I напала на шведские суда и после жестокого абордажного боя взяла их в плен. Это была первая победа зарождавшегося русского Балтийского флота. Эскадра Нумерса все лето простояла у устья Невы, но в реку так и не решилась войти и с наступлением холодов ушла в Швецию.
16 (27) мая 1703 года на Заячьем острове в устье Невы началось строительство Санкт-Петербурга, а в зиму 1703—1704 годов на острове Котлин — крепости Кронштадт. 5 (16) ноября 1704 года начались работы по сооружению на левом берегу Невы Адмиралтейской верфи, и уже в следующем году на ней закладываются первые корабли. В 1704 году Балтийский флот имел в строю 10 фрегатов, вооружённых от 22 до 43 6-фунтовыми пушками, и 19 других военных судов. Летом 1704 года шведская эскадра подошла к Кронштадту, несколько дней обстреливала его и попыталась высадить десант, который был отбит с большими потерями для шведов. После чего шведский флот ушёл.
В 1704 году начала действовать Лужская верфь, строившая бригантины, и верфь в Селицком Рядке, где заложили 2 шнявы и 11 вспомогательных судов.
14 (25) июля 1705 года к Кронштадту вновь подошла шведская эскадра в составе 29 вымпелов. Артиллерийская дуэль, в ходе которой был сильно повреждён шведский флагманский корабль «Вестманланд», продолжалась 5 часов. После неё шведы вновь попытались высадить на Котлин двухтысячный десант, но были отбиты защитниками острова под командованием полковников Ф. С. Толбухина и И. Н. Островского. Шведы потеряли убитыми, утонувшими и ранеными до 600 человек.
В 1706 году Балтийский флот небольшими силами участвовал в осаде Выборга.
В 1708 году на Олонецкой верфи были заложены два линейных корабля («Рига» и «Выборг»). Началось строительство семи 52-пушечных линейных кораблей и трёх 32-пушечных фрегатов для Балтийского флота в Архангельске. На Балтику они прибыли, совершив переход вокруг Скандинавии. В декабре 1709 года на Адмиралтействой верфи, был заложен первый 54-пушечный линейный корабль «Полтава».
Кроме того, в 1710—1714 гг. были куплены в Англии и Голландии 16 линейных кораблей и 6 фрегатов. К 1714 году в состав Балтийского флота вошло 27 линейных кораблей, 9 фрегатов, 3 шнявы, 177 скампавей и бригантин, 22 вспомогательных судна. Главной базой флота был Петербург, с 1710 года в качестве передовой базы использовался Ревель.
В 1710 году флот в составе 250 кораблей, совершив переход во льдах, принимает активное участие в осаде Выборга, блокируя крепость с моря.
В мае 1713 года 200 судов гребного флота с десантом в 16 тыс. человек под прикрытием корабельного флота без противодействия занял Гельсингфорс и Борго. В июле того же года флот предпринял неудачный поход в Ревель. 15 июля войсками при поддержке флота повторно занят Гельсингфорс. Пробиться в занятый нашими войсками Або в эту навигацию флот не смог из-за сильного противодействия шведской эскадры, стоявшей у Гангута.
В 1714 году флот повторил попытку прорваться к Або, однако шведская эскадра вновь перегородила ему путь у Гангута. В результате Гангутского сражения, состоявшегося 27 июля (7 августа) 1714 года шведская эскадра была разгромлена. Инициатива боевых действий на Балтике полностью перешла к русскому флоту. В том же году гребной флот захватил Аландские острова, город Васа (Вааса) и высадил десант на шведском побережье в Умео.
В 1715 году флот высаживает десант на остров Готланд.
В 1716 году при планировании десанта в Сконии в Копенгагене собирается объединённая русско-английско-датско-голландская эскадра (20 русских кораблей, 19 английских, 17 датских и 25 голландских) под командованием Петра I, которая совершает поход к Борнхольму («Владычествует четырьмя, при Борнхольме»). Несмотря не то, что из-за нерешительности датчан большой десант не состоялся, на южное побережье Швеции с разведывательной целью был высажен небольшой отряд казаков.
В 1717 году вновь предпринята десантная операция на остров Готланд.
24 мая (4 июня) 1719 года шведский флот разбит в Эзельском сражении, в том же году высажено несколько десантов на шведском побережье недалеко от Стокгольма. Один из крупных десантных отрядов приблизился к шведской столице на расстояние 15 миль.
В 1720 году вновь высажен десант на побережье Швеции, сожжён Умео. В том же году на Балтику для усиления шведского флота прибыла английская эскадра под командованием адмирала Нориса. 30 мая англо-шведский флот блокировал Ревель, но уже 2 июня снял блокаду и отошёл к побережью Швеции, опасаясь десанта в районе Стокгольма. 27 июля шведский флот разбит в Гренгамской битве.
В 1721 году до заключения Ништадского мира флот вновь высадил несколько десантов на побережье Швеции.
В результате Северной войны Россия вернула себе выход к Балтийскому морю, в сражениях войны родился и окреп Балтийский флот, ставший ядром Российского военно-морского флота.
В ходе Северной войны была создана сеть баз для флота, главной из которых был Петербург. Передовой военно-морской базой, на которую флот опирался до занятия всего южного берега Финского залива, являлся Ревель. Гребной флот базировался в Выборге и портах Финляндии — Гельсингфорс и Або. В 1723 году было закончено строительство военно-морской базы Кронштадт, которая с 1724 года стала главной базой флота.
Сравнение российского Балтийского флота в 20-х годах XVIII века с флотами европейских стран (боеспособные линейные корабли):
| Россия                     | Великобритания                     | Франция                     | Швеция                      | Дания                       | Турция        |
| -------------------------- | ---------------------------------- | --------------------------- | --------------------------- | --------------------------- | ------------- |
| 1709 год — 0 1720 год — 25 | 1721 год — 79 (из 124 числившихся) | 1714 год — 66 1729 год — 45 | 1709 год — 48 1720 год — 22 | 1709 год — 42 1720 год — 25 | 1715 год — 42 |

## Вторая четверть XVIII века

### Балтийский флот после окончания Северной войны
По штату 1720 года в составе корабельного флота должно было состоять 3 90-пушечных линейных корабля, 4 80-пушечных, 2 76-пушечных, 12 66-пушечных и 6 50-пушечных, 6 32-пушечных фрегатов, 3 16-пушечных и 3 14-пушечных шнявы. В галерном флоте должно было быть 130 галер. С 1722 по 1725 год было построено 9 линейных кораблей, 3 фрегата, одна шнява, 22 вспомогательных и одно гребное судно. В 1724 году в составе Балтийского флота числилось 32 линейных корабля (от 50 до 96 пушек на каждом), 16 фрегатов, 8 шняв, 85 галер и много небольших парусных и гребных судов. Одновременно, с 1722 года резко снижаются темпы кораблестроения. В последние годы царствования Петра закладывалось не более 1-2 кораблей в год (в 1722 — 1, в 1723 — 1, в 1724 — 2, в 1725 — 1), а необходимое количество для поддержания штатного состава было 3 корабля в год.
Резко ухудшилось положение в кораблестроении после смерти Петра. В 1726 году был заложен всего один 54-пушечный корабль, а в период с 1727 по 1730 годы не было заложено ни одного корабля. В 1727 году в составе флота насчитывалось 15 боеспособных линейных кораблей (из 50 числившихся в составе флота) и 4 боеспособных фрегата (из 18 числившихся). В 1728 году шведский посланник в России доносил своему правительству: «Несмотря на ежегодную постройку галер, русский галерный флот, сравнительно с прежним, сильно уменьшается; корабельный же приходит в прямое разорение, потому, что старые корабли все гнилы, так что более четырёх или пяти линейных кораблей вывести в море нельзя, а постройка новых ослабела. В адмиралтействах же такое несмотрение, что флот и в три года нельзя привести в прежнее состояние, но об этом никто не думает».
На конец 1731 года в составе корабельного флота числилось 36 линейных кораблей, 12 фрегатов и 2 шнявы, но полностью боеспособными были только 29,63 % от штатного числа линейных кораблей, ещё 18,52 % могли действовать на Балтике только в самое благоприятное время года, без штормов. Всего Россия могла вывести в море 8 полностью боеспособных линейных кораблей и 5 в ближнее плавание на Балтике. Выбыли из строя все корабли крупных рангов — 90, 80, 70-пушечные. Боеспособными и частично боеспособными оставались только один 100-пушечный корабль, пять 66-пушечных и семь 56-62-пушечных.
Относительно удовлетворительным было состояние галерного флота, в состав которого входило 120 галер. В 1726 году вице-адмирал Пётр Сиверс предложил ввести для галерного флота мирный штат, что было реализовано в 1728 году. Постоянно на флоте содержалось 90 галер на плаву, ещё на 30 галер хранились приготовленные для быстрой сборки леса.
В правление Петра II резко снизилась интенсивность боевой подготовки экипажей флота. В апреле 1728 года император на заседании Верховного тайного совета приказал, чтобы из всего флота выходили в море только четыре фрегата и два флейта, а ещё пять фрегатов были готовы к крейсированию. Остальные корабли должны были оставаться в портах для «сбережения казны». На доводы флагманов, что необходимо постоянно держать флот на море, император ответил: «Когда нужда потребует употребить корабли, то я пойду в море; но я не намерен гулять по нем, как дедушка». Плохое состояние казны и нерегулярные выплаты жалования вели к оттоку офицеров, что вызывало падение дисциплины среди солдат и матросов. С 1725 по 1729 год флот недополучил свыше 1,5 млн рублей. Выдача денежного содержания и вещевого довольствия систематически задерживалась. Рядовой состав не получал обмундирования по нескольку лет, ухудшилось продовольственное снабжение, процветали казнокрадство и взяточничество чинов морского ведомства.

### Балтийский флот в царствование Анны Иоанновны
По восшествии на престол и упразднении Верховного тайного совета императрица Анна Иоанновна первыми своими указами обратилась к проблеме восстановления флота. 21 июля (1 августа) 1730 года императрица издала именной указ «О содержании галерного и корабельного флотов по регламентам и уставам», в котором «наикрепчайше подтверждалось Адмиралтейств-коллегии, чтобы корабельный и галерный флот содержаны были по уставам, регламентам и указам, не ослабевая и не уповая на нынешнее благополучное мирное время».
В декабре 1731 года императрица распорядилась возобновить на Балтийском флоте регулярные учения с выходом в море, дабы «иметь сие и людям обучение и кораблям подлинной осмотр, ибо в гавани такелаж и прочее повреждение невозможно так осмотреть, как корабль в движении». В январе (феврале по н. с.) 1731 года на Адмиралтейских верфях был заложен новый 66-пушечный корабль «Слава России», ещё два корабля были заложены в феврале и марте 1732 года.
В 1732 году под председательством вице-канцлера графа Андрея Остермана для реформы флота была учреждена Воинская морская комиссия, в состав которой вошли вице-адмирал граф Николай Головин, вице-адмирал Наум Сенявин, вице-адмирал Томас Сандерс, контр-адмирал Пётр Бредаль и контр-адмирал Василий Дмитриев-Мамонов. Комиссией была сформулирована первая военно-морская доктрина России, произведена реформа управления, введены новые штаты флота.
По штату 1732 года основными в корабельном флоте стали 66-пушечные корабли, которые должны были составлять 59,3 % состава флота. При этом, комиссия исходила из следующих соображений:
- особенности конструкции русских 66-пушечных кораблей позволяли им носить пушки такого-же калибра, как пушки 70-пушечных кораблей иностранных флотов;
- 66-пушечные корабли уже существуют в составе флота и по их выбытии часть их оснастки и артиллерии можно использовать для снаряжения новых кораблей, а артиллерия и оснастка составляли 28,6-38,3 % от стоимости всего корабля.

Штаты корабельного флота 1720 и 1732 годов:
| Ранги кораблей   | Штат 1720 года | Штат 1732 года |
| ---------------- | -------------- | -------------- |
| Линейные корабли |                |                |
| 90               | 3              | 0              |
| 80               | 4              | 4              |
| 76               | 2              | 0              |
| 66               | 12             | 16             |
| 54               | 0              | 7              |
| 50               | 6              | 0              |
| Фрегаты          |                |                |
| 32               | 6              | 6              |
| Шнявы            |                |                |
| 16               | 3              | 0              |

Общее число линейных кораблей осталось неизменным — 27. Осталась неизменной суммарная орудийная сила флота. По петровскому штату, с учётом планировавшегося введения 100-пушечного корабля, флот должен был располагать 1854 орудиями. По штату 1732 года на кораблях должно было находиться 1754 орудия, а с учётом решения комиссии об обязательном нахождении во флоте 1 100-пушечного корабля вне штата — 1854 орудия. Введённый в 1732 году штат флота оставался неизменным до царствования Екатерины II.
В августе 1732 года было принято решение о восстановлении закрытого в 1722 году Архангельского порта и военного кораблестроения на Соломбале, что сыграло огромную роль в развитии флота и кораблестроения. Соломбальская верфь стала второй основной строительной базой Балтийского флота и начала работу в 1734 году. Задуманная для строительства кораблей низших рангов — 54-пушечных кораблей, она уже в 1737 году начала строительство 66-пушечных кораблей, а с 1783 года в Архангельске начали стоить и 74-пушечные суда. За период царствования Анны Иоанновны в Архангельске было построено 52,6 % всех кораблей Балтийского флота, при Елизавете Петровне — 64,1 %. За период 1731—1799 годов в Петербурге (с Кронштадтом) было построено 55 кораблей, а в Архангельске — 100.
Создание Архангельской верфи давало возможность быстро и оперативно развернуть строительство большого числа кораблей, используя местную лиственницу и экономя ограниченные ресурсы корабельного дуба. Архангельская верфь стала фактически главной судостроительной базой Балтийского флота. Наличие квалифицированной рабочей силы, меньшие сроки доставки леса и лучшая организация его заготовки привели к тому, что стоимость и сроки строительства кораблей в Архангельске были меньше, чем в Петербурге.
Всего за период царствования Анны Иоанновны было построено 19 линейных кораблей, а заложено 24 (5 кораблей были достроены уже после кончины императрицы). Основной этап реализации решений комиссии пришёлся на 1733—1740 годы. В этот период строилось 2,11 корабля в год (в кораблестроительный период 1708—1722 годов — 2,25, при Елизавете в 1741—1762 — 1,86, при Екатерине в 1763—1783 — 2,2). Средний срок строительства корабля составлял 1 год 5,9 месяцев.
Несмотря на произошедший из-за войны с Турцией спад кораблестроительной программы в 1736—1739 годах, когда велось усиленное строительство Днепровской и Азовской флотилий, в царствование императрицы Анны Иоанновны произошёл определённый прогресс в состоянии флота. Если в 1731 году на флоте было только 8 полностью боеспособных линейных кораблей (29,36 % от штатного числа в 27 кораблей), а ещё 5 были ограниченно боеспособны, то в 1739 году полностью боеспособных линейных кораблей было 16 (59,3 % от штатного числа) и ещё 5 были ограниченно боеспособны. После окончания войны с Турцией Адмиралтейство в кратчайшие сроки возобновило интенсивное строительство флота: в 1739 году было заложено 2 линейных корабля, в 1740 году — 3, а в 1741 году сразу 5 линейных кораблей.
Число боеспособных линейных кораблей Балтийского флота в 20-х — 30-х годах XVIII века:
| 1720 год          | 1727 год | 1731 год | 1739 год          |
| ----------------- | -------- | -------- | ----------------- |
| 25 + 3 в строении | 15       | 13       | 21 + 2 в строении |

В 1734 году во время войны за польское наследство Балтийский флот под командованием адмирала Томаса Гордона принял участие в осаде Данцига, захватив на рейде несколько французских судов. Во время русско-турецкой войны 1735—1739 годов моряки балтийцы были откомандированы в Днепровскую и Азовскую флотилии, под командой вице-адмирала Петра Бредаля участвовали во взятии Азова и оказывали поддержку армии в крымских походах фельдмаршала Петра Ласси, осенью 1737 года под командой вице-адмирала Наума Сенявина участвовали в героической обороне Очакова.

### Русско-шведская война (1741—1743 гг.)
Русско-турецкая война 1735—1739 годов тяжело сказалось на состоянии Балтийского флота. Из состава флота в Донскую и Днепровскую экспедиции было командировано 10 314 человек. К 1739 году от эпидемий, боёв и дезертирства в Донской флотилии было потеряно 1 415 человек, а в Днепровской — 2 107 человек. На конец 1739 года личный состав корабельного и галерного флотов, пополненный рекрутами, насчитывал 14 840 человек (86 % от штатного числа в 17 225 человек), но 4 217 человек по прежнему были откомандированы в Донскую, Днепровскую и Камчатскую экспедиции.

#### 1741
Ещё до объявления войны 11 июля 1741 года шведская эскадра под командованием вице-адмирала Райялина в составе 10 линейных кораблей, 4 фрегатов, бомбардирного корабля, 3 вспомогательных судов была направлена из Карлскруны в Финский залив. Шведская гребная флотилия под командованием контр-адмирала Фалькенгрена (30 гребных судов) перешла из Стокгольма в Фридрихсгам. 24 июля 1741 года Швеция объявила войну России.
Балтийский флот не был готов к выходу в море, все ещё продолжалось укомплектование кораблей экипажами. Военные действия начались в августе 1741 года, почти к концу навигации, приближались осенние ветра и шторма. В результате, балтийский флот в 1741 году так и не вышел в море. В октябре 1741 года шведский парусный флот ушёл в Карлскруну, гребная флотилия — в Стокгольм.

#### 1742
По плану кампании 1742 года гребной флот в составе 44 галер, 13 ботов, 47 шлюпок и 2 кончебасов с 10-тысячным десантом, должен был следуя шхерами прикрывать левый фланг сухопутных войск под командованием Ласси, снабжая его продовольствием и боевым снаряжением. Командующим парусным фолотом был назначен вице-адмирал Захар Данилович Мишуков. Задачей для парусного флота (14 линейных кораблей, 3 фрегата, 3 бомбардирных корабля, 7 вспомогательных судов) было поставлено прикрытие гребного флота и крейсирование в восточной части Финского залива с целью недопущения шведского десанта. Одновременно, с этим планировалось, что архангельская эскадра под командованием вице-адмирала Бредаля (7 линейных кораблей, 5 фрегатов, гукор, яхта), состоявшая из кораблей новой постройки, перейдёт в Ревель и соединиться с Мишуковым.
Действия парусного русского флота в компанию 1742 года были нерешительными.
С 20 мая по 29 июня отряды парусных кораблей выходили из Кронштадта для крейсерства в район Берёзовых островов (Сескар — Гогланд — острова Аспё).
В начале июня сухопутные войска вышли по направлению к Фридрихсгаму. Гребная флотилия генерал-аншефа Левашова под прикрытием отряда парусных кораблей шла шхерами вдоль побережья с боеприпасами и продовольствием для армии. 5 июня шведский парусный флот в составе 15 линейных кораблей, 5 фрегатов, 2 бомбардирных кораблей, 6 вспомогательных судов под командованием вице-адмирала Шёшерна прибыл к островам Аспё, а шведская гребная флотилия (26 галер и 5 фрегатов) к Фридрихсгаму.
28 июня русские войска без боя заняли Фридрихсгам. Шведская гребная флотилия ушла в Гельсингфорс, а шведский парусный флот перешёл от островов Аспё к полуострову Гангут. В начале июля флот под командованием Мишукова (13 линейных кораблей, 3 фрегата, 5 бомбардирных кораблей, 4 вспомогательных судна) стоял на якоре у острова Сескар. Мишуков, несмотря на приказ Ласси атаковать шведов, избегал встречи с противником. 12 июля русский флот снялся с якоря и попытался догнать шведский флот, уходивший к полуострову Гангут. В поисках противника русский флот направился к Гельсингфорсу, а затем к острову Гогланд, где из-за встречного ветра, ремонта кораблей, отправки больных и призов (2 купеческих судна) простоял с 19 июля до 3 августа. 7 августа Мишуков подошёл к острову Нарген, а 10 августа к полуострову Гангут, но атаковать шведский флот не решился. 11 августа русская армия и гребной флот заняли Гельсингфорс.
После капитуляции шведской армии 24-26 августа шведский флот снялся со стоянки у мыса Гангут и ушёл в Карлскруну, оставив для крейсерства в восточной части Балтийского моря 4 линейных корабля. 13 августа русский флот вернулся к острову Нарген, где простоял до конца кампании. Для обороны побережья Финляндии в Гельсингфорсе были оставлены на зиму 12 галер, фрегат и 2 прама, во Фридрихсгаме — 5 галер, в Борго — 4 галеры, в Ревеле — линейный корабль, фрегат, бомбардирный корабль. Остальные корабли 10 октября прибыли в Кронштадт.
24 октября был захвачен в плен шведский 24-пушечный фрегат «Ульриксдаль», штормом занесённый к Ревелю.
Вышедшая для усиления Балтийского флота 19 июля из Архангельска эскадра вице-адмирала Бредаля попала в шторм, корабли получили столь сильные повреждения, что были вынуждены вернуться обратно.
По результатам кампании над Мишуковым и Бредалем было назначено следствие.

#### 1743
Несмотря на начавшиеся в Або в марте 1743 года мирные переговоры обе стороны активно готовились к кампании. Русское командование планировало с помощью гребного флота высадить десант на побережье Швеции. Парусному флоту ставилась задача прикрывать гребной флот во время перевозки и высадки десанта.
Шведы, в свою очередь, также планировали высадку десанта в занятой русскими войсками Финляндии.
30 апреля от острова Нарген к полуострову Гангут для обеспечения перехода гребных судов с десантом вышла Ревельская эскадра (7 линейных кораблей, 2 фрегата, бомбардирский корабль, 2 прама). С 10 по 15 мая она крейсировала в районе полуостровов Гангут — Дагерорт — залив Рогервик.
3 мая из Санкт-Петербурга в Гельсингфорс вышел русский гребной флот под командованием Ласси (36 галер и 70 кончебасов) с войсками (9 пехотных полков, 8 гренадерских рот, 200 казаков), имея цель в дальнейшем высадку десанта на шведском побережье
9 мая в море вышла Кронштадтская эскадра под командованием адмирала Головина (7 линейных кораблей, 2 брандера, бомбардирский корабль).
С целью противодействия попыткам шведского флота высадить десант в Финляндии русские гребные суда, зимовавшие в Гельсингфорсе, Борго и Фридрихсгаме (21 галера, 2 прама) 14 мая соединились у Гангута под командой генерала Кейта.
15 мая соединились ревельская и кронштадтские парусные эскадры (в Ревеле???).
18 мая из Карлскруны к полуострову Гангут пришёл шведский парусный флот под командованием адмирала фон Утфалля (16 линейных кораблей, 5 фрегатов, 2 бомбардирских корабля, 4 вспомогательных судна), ещё 5 линейных кораблей были направлены в крейсерство между Гангутом и островом Даго.
20 мая отряд генерала Кейта (по другим данным у русских было только 7 галер под командой капитана I ранга И. И. Кайсарова и два прама «Дикий Бык» и «Олифант» под командой лейтенантов П. Прончищева и А. Соймонова) был атакован у острова Корпо гребной флотилией Фалькенгрена (18 гребных судов, 1 прам и несколько других судов) с войсками на борту, шедшей из Стокгольма для десанта в Финляндии. После четырёхчасового боя шведы ушли. 24 мая Кейт попытался атаковать противника, но шведы отошли к Дегербю, а сам Кейт, преследуя шведов занял выгодную позицию у острова Соттунга (Аландские острова).
Узнав об успехе Кейта, основные силы гребного флота под командованием Ласси (при главном начальствовании Ласси эскадрой галерного флота командовал капитан Толбухин) вышли на соединение к острову Соттунга, однако присутствие у Гангута парусного шведского флота (13 линейных кораблей, фрегат, 2 бомбардирских корабля) вынудило Ласси задержаться у Тверминне (в 4 милях от мыса Хангёудд) в ожидании подхода парусного флота.
21 мая парусный флот (14 линейных кораблей, 2 фрегата, 2 бомбардирских корабля, 2 брандера) под командованием адмирала Головина вышел из Ревеля к Гангуту. Несмотря на приказание Ласси Головин не решился вступить в бой со шведами. 7 июня фон Утфалль направил 2 линейных корабля и 4 фрегата к Дегербю на помощь Фалькенгрену. 8 июня у мыса Гангут состоялась небольшая перестрелка между русским (15 кораблей, 2 фрегата и несколько мелких судов) и шведским флотами (8 линейных кораблей, 6 фрегатов, 1 бомбардирский корабль, 2 галиота и 1 шнява), после которой шведский флот покинул стоянку у Гангута, а русский парусный флот вернулся в Ревель. 8 июня, когда шведский флот отошёл от Гангута, русский гребной флот (48 галер, 86 кончебасов и 46 других гребных судов), прошёл мимо полуострова Гангут и 12 июня соединился у острова Соттунга с отрядом Кейта. 13 июня гребная флотилия Фалькенгрена ушла в Стокгольм. В этот момент было получено известие о подписании предварительных мирных договорённостей.
До августа русский гребной флот стоял у Дегербю, а затем ушёл в Санкт-Петербург. Шведский флот до окончания войны крейсировал между островами Готланд и Даго, а затем ушёл в Карлскруну. Архангельская эскадра не принимала участия в кампании 1743 года, так как прибыла на Балтику уже после подписания мира.

## Вторая половина XVIII века
После окончания войны флот в составе Ревельской и Кронштадтской эскадр ежегодно выходил на практические плавания в Балтийское море. Походы продолжались от трёх недель до двух месяцев, а общее число кораблей, фрегатов и бомбардирских судов варьировалось от 8 до 24. Известно о походе четырёх фрегатов для практики к мысу Скаген, а в 1746 году состоялся большой выход в море целого флота из 25 кораблей, 4 фрегатов, 2 бомбардирских и нескольких мелких судов под флагом адмирала Мишукова. Кроме того, ежегодно флотом посылались отряды из военных кораблей и транспортных судов в Архангельск для вооружения и снаряжения вновь построенных там судов, которые к осени приходили в Балтику, а галерный флот использовался для перевозки сухопутных войск. Однако, снабжение флота оставалось на низком уровне, о чём говорит хотя бы решение с 1752 года ограничиться выходом для практических плаваний только Ревельской эскадры в связи с недостатком нижних чинов и по причине значительных исправлений и других работ в Кронштадтском порту.
В то же время, в царствование Елизаветы Петровны несколько улучшилась ситуация со строительством новых кораблей. К началу Семилетней войны в составе флота имелось 34 парусных корабля (в том числе 21 линейный, 5 фрегатов, 2 бомбардирских корабля, 2 прама, 4 пакетбота), 83 галеры и около 70 малых гребных судов.

### Семилетняя война
Перед началом боевых действий на Балтийском море, для русского флота сложилась благоприятная обстановка. Пруссия не имела своего флота, а Швеция в войне выступала на стороне России. В то же время, союзником Пруссии являлась Англия, имевшая мощный военно-морской флот. В связи с этим, основной задачей флота в войне было поставлено недопущение английского флота в Балтийское море через проливы, а кроме того — блокада побережья Пруссии и содействие наступающей армии и обеспечение подвоза морем для неё подкреплений и всех видов снабжения.

#### 1757
17 апреля императрица Елизавета издала указ о посылке Ревельской эскадры под командой контр-адмирала Люиса к курляндским берегам для блокады прусских портов Мемеля, Пиллау и Кёнигсберга в помощь действующей в этом районе русской армии под командованием Фермора. 29 апреля из Ревеля вышла эскадра контр-адмирала Люиса в составе 6 линейных кораблей и 3 фрегатов к прусским берегам для блокады Мемеля, Пиллау и Кёнигсберга, которая с 17 мая по 18 июня блокирует с моря порты Мемель, Пиллау и Кёнигсберг. 1 мая в море выходит Кронштадтская эскадра под командованием капитана 2 ранга Ляпунова в составе 1 линейного корабля, 2 фрегатов, 2 бомбардирских кораблей, 2 прамов (66-пушечный линейный корабль «Гавриил», 36-пушечные фрегаты «Вахтмейстер» и «Салафаил», 36-пушечные прамы «Элефант» и «Дикий Бык», 10-пушечные бомбардирские суда «Юпитер» и «Дондер»), однако линейный корабль «Гавриил» получил повреждения и 24 мая Ляпунов пошёл с этим кораблём для ремонта в Ревель, передав командование отрядом командиру фрегата «Вахмейстер» капитану 3 ранга Вальронту. 31 мая из Кронштадта вышли основные силы флота под командованием адмирала Мишукова в составе 11 линйейных кораблей, 1 фрегата, 1 брандера и 1 госпитального судна для блокады прусских портов.
17 июня к Мемелю прибывает отряд кораблей в составе 2 фрегатов, 2 бомбардирских кораблей, 2 прамов и 1 галиота под командованием капитана 3 ранга Вальронта. 20-24 июня корабли отряда обстреливают Мемель, содействуя сухопутным войскам, осаждающим крепость. 24 июня крепость пала.
19 июня у Пиллау соединились эскадры Люиса и Мишукова. Мишуков принял командование над объединённым флотом в составе 17 линейных кораблей, 5 фрегатов, 1 брандера и 1 госпитального судна и до конца августа блокировал прусское побережье. 27 августа корабли ушли в базы.
8 сентября из Мемеля вышел отряд капитана 3 ранга Вальронта для следования на зимовку в Кронштадт. В пути корабли попали в шторм и разлучились. В конце сентября и начале октября 3 судна пришли в Кронштадт, 1 прам остался в Либаве, 1 галиот прибыл в Ревель. Фрегат «Вахмейстер», выйдя 9 октября из Ревеля в Кронштадт, попал в шторм у о. Вульф и потерпел крушение. В Финском заливе погиб прам «Элефант».
11 сентября из Ревеля вышла эскадра вице-адмирала Полянского в составе 5 линейных кораблей, 1 фрегата и 1 посыльного судна. В дальнейшем, эскадра, базируясь на Данциге и выделяя поочерёдно корабли в крейсерство у прусских берегов, оставалась в море до середины октября, а 26 октября вернулась в Ревель.
Галерный флот в компанию 1757 года занимался доставкой войск и снабжением для русской армии в Восточной Пруссии. 22 августа отряд из 10 галер при входе в Куриш-Гаф у устья речки Лабио, имели перестрелку с прусской береговой батареей в ходе которой подавили её.

#### 1758
После получения весной 1758 года от русского посла из Лондона сведений о приготовлении британским адмиралтейством эскадры, для отправки на Балтику было принято решение о посылке русской и шведской эскадр к датским проливам для противодействия английской эскадре. 9 июля у о. Борнхольм русский флот в составе 17 линейных кораблей и 5 фрегатов соединился со шведской эскадрой в составе 6 линейных кораблей и 3 фрегатов и под общей командой адмирала Мишукова направился в Зунд, где занял позицию у острова Амагер вблизи Копенгагена. Здесь он пробыл до начала сентября, когда стало очевидно, что английская эскадра в этом году на Балтике не появится. Одновременно, часть сил русского флота была задействована для блокировки прусского побережья, контроля за устьями рек, перехвата прусских транспортов, снабжения войск.
В октябре 1758 года русский корпус генерала Пальмбаха начал осаду Кольберга. Было принято решение о снабжении войск морским путём. Однако, из-за осенних штормов это оказалось неосуществимым. Из 27 зафрахтованных торговых транспортов, отправленных в октябре из Риги, Мемеля и Кёнигсберга к Кольбергу, 11 погибло со своими экипажами, а большая часть остальных была разбросана по разным портам.

#### 1759
В 1759 году флот не предпринимал активных действий, продолжая блокаду прусских берегов и снабжение сухопутных войск по морю.

### Русско-шведская война 1788—1790 годов
В ходе разразившейся в 1788—1790 годах русско-шведской войны русский флот, одержав убедительные победы в морских сражениях при Гогланде, Эланде, Роченсальме, Ревеле, Красной Горке и Выборге. Были сорваны планы шведом ударом с моря уничтожить Кронштадт и Санкт-Петербург. Однако в последний месяц войны русский гребной флот потерпел сокрушительное поражение от шведов во Втором Роченсальмском сражении 9-10 июля 1790 года, из-за ошибок командования потеряв несколько десятков кораблей. Впрочем, на неблагоприятный для шведов исход войны эта их единственная победа не оказала влияния.

## XIX век
В 1807—1812 годах Балтийский флот участвовал в англо-русской войне, боевые действий в ходе которой на Балтике носили, впрочем, ограниченный характер, но способствовали серьёзному усилению береговой обороны и балтийских портов России.
В ходе русско-шведской войны 1808—1809 годов русские корабли успешно поддерживали действия сухопутной армии, осуществляя бомбардировки шведских укреплений и десантные операции. Однако захваченный в марте 1808 года эскадрой контр-адмирала Н. А. Бодиско остров Готланд русским морякам удержать не удалось.
В Отечественной войне 1812 года Балтийское море являлось второстепенным театром боевых действий, но действия спешно созданной флотилии гребных канонерских лодок на реке Западная Двина способствовали обороне Риги и полному сковыванию в Прибалтике франко-прусского корпуса маршала Ж. Макдональда. Отряд кораблей флота в составе англо-русской эскадры в августе-сентябре осуществлял блокаду и бомбардирование Данцига, что вызвало большое беспокойство Наполеона, отправившего на оборону балтийского побережья значительное количество войск
Новые испытания выпали на долю моряков-балтийцев в годы Крымской войны 1853—1856 гг., когда им пришлось отражать нападение англо-французского флота, бомбардировавшего русские укрепления Гангута, крепости Кронштадт, Свеаборг и Ревель, и стремившегося прорваться к столице Российской империи — Петербургу.
Во второй половине XIX века Россия приступила к строительству парового военного флота, в первую очередь на Балтике. Уже в начале 1860-х годов в Великобритании заказана была первая российская броненосная плавучая батарея «Первенец», по образцу которой в середине 1860-х годов в России были построены броненосные батареи «Не тронь меня» и «Кремль».
В начале 1863 года возникла опасность войны между Россией и англо-французской коалицией, поддержавшей национально-освободительное восстание в Польше. Отсутствие на Балтийском море современного флота заставило русское правительство принять срочные меры для защиты Финского залива и морских подступов к столице.
Специалистами Морского министерства изучен был опыт постройки в США мониторов системы шведского инженера Эриксона с вращающейся башней. В связи с этим, в марте 1863 года разработана была так называемая «Мониторная кораблестроительная программа», предусматривавшая строительство 11 мониторов для защиты побережья Финского залива и действий в шхерах: 10 однобашенных («Ураган», «Тифон», «Стрелец», «Единорог», «Громоносец», «Латник», «Колдун», «Перун», «Вещун», «Лава») и одного двухбашенного монитора «Смерч», построенного по английскому проекту. В следующем 1864 году началась постройка более крупных броненосных башенных лодок «Русалка» и «Чародейка», а затем — трёхбашенных броненосцев береговой обороны «Адмирал Лазарев», «Адмирал Спиридов» и двухбашенных «Адмирал Чичагов», «Адмирал Грейг».
Выдающейся военно-морской операцией Балтийского флота стала Американская экспедиция 1863—1864 годов, в ходе которой эскадра под командованием адмиралов С. С. Лесовского и А. А. Попова в составе парусно-винтовых фрегатов «Александр Невский», «Пересвет», «Ослябя», винтовых корветов «Витязь», «Варяг» и клипера «Алмаз» посетила Нью-Йорк, оказав поддержку правительству Авраама Линкольна в ходе Гражданской войны 1861—1865 годов.
Ещё одной важной миссией Балтийского флота стало постоянное присутствие его эскадры в Восточном Средиземноморье для сдерживания сторон и спасения христианского населения в период непрерывной обостряющихся греко-турецких отношений в 1895—1897 годах.
В 1881 году принята была государственная кораблестроительная программа, предусматривавшая постройку целых серий новейших броненосцев, крейсеров, миноносцев и канонерских лодок. При императорах Александре III (1881—1894) и Николае II (1894—1917) российское военно-морское руководство находилось под влиянием доктрины «морской мощи» американского адмирала-теоретика Альфреда Тайера Мэхена, придерживавшегося концепции, согласно которой определяющая роль океанского флота в грядущих войнах якобы окупала все затраты на его постройку.
К концу XIX века Балтийский флот имел в своём составе свыше 250 современных кораблей всех классов, в том числе паровые эскадренные броненосцы «Пётр Великий», «Император Александр II», «Император Николай I», «Гангут», «Наварин», «Сисой Великий», «Полтава», «Севастополь», «Петропавловск», броненосцы береговой обороны «Адмирал Ушаков», «Адмирал Сенявин», «Генерал-адмирал Апраксин», броненосные крейсера «Генерал-Адмирал», «Герцог Эдинбургский», «Минин», «Дмитрий Донской», «Владимир Мономах», «Адмирал Нахимов», «Память Азова» и бронепалубный крейсер «Адмирал Корнилов».

## Начало XX века. Первая мировая война
В годы русско-японской войны 1904—1905 годов из состава Балтийского флота формируется Вторая Тихоокеанская эскадра, совершившая переход в Тихий океан (около 30 тысяч километров), где 14 мая 1905 года она потерпела поражение в Цусимском сражении.
Моряки Балтийского флота принимали активное участие в революции 1905—1907 годов: вооружённое восстание произошло на крейсере «Память Азова» (1906). Во время восстания в Либаве (1905), Кронштадтских восстаний 1905 и 1906 годов, Свеаборгского восстания моряки приняли участие как в революционных выступлениях, так и в подавлении восстаний.
В мае 1906 года снаряду с Главным морским штабом был организован Морской генеральный штаб, взявший на себя функции оперативного органа.
После Русско-японской войны разрабатывалась и активно обсуждалась новая программа военного кораблестроения — «Программа развития и реформ вооружённых сил России», известная как «Малая судостроительная программа», которая была утверждена императором Николаем II 6 июня 1907 года, но впоследствии размер ассигнований был сокращён, а сама программа получила название «Распределение ассигнований на судостроение» (до 1911 года планировалось достроить уже начатые суда и заложить для БФ 4 броненосца и 3 подводные лодки, а также новую морскую базу) и была частично утверждена Государственной Думой весной 1908 года. По личному повелению императора Николая II были заложены новые линейные корабли, ассигнование на которые были ранее отклонены ГД. Уже в 1906 году были спроектированы, а к 1912 году построены новые паровые броненосцы «Андрей Первозванный» и «Император Павел I». В 1906 году в Великобритании был заложен, а в 1909 году введён в строй флагман Балтийского флота — мощный броненосный крейсер «Рюрик».
Выдающимся подвигом моряков-балтийцев стало спасение командами броненосцев «Цесаревич» и «Слава», а также бронепалубных крейсеров «Адмирал Макаров» и «Богатырь» тысяч жителей итальянского острова Мессина, пострадавших от катастрофического землетрясения в декабре 1908 года.
Начиная с 1909 года шла активная подготовка и обсуждение новой судостроительной программы — «Десятилетней программы судостроения (1910—1920 гг.)» — так называемой «Большой судостроительной программы», которая в конечном своём варианте предусматривала строительство для БФ: 8-ми линейный кораблей, 4-х линейных крейсеров, 18-ти эскадренных миноносцев и 12-ти подводных лодок; судов для ЧФ и Флотилии Тихого океана, а также перевооружение и модернизацию нескольких линейных кораблей — Три Святителя, XII апостолов, Георгий Победоносец. Программа была утверждена 25 марта 1910 года императором Николаем II, однако до 1911 года Государственной Думой не рассматривалась.
В 1909—1914 годах по проекту военно-морских инженеров И. Г. Бубнова и А. Н. Крылова на российских верфях были построены новейшие паротурбинные дредноуты типа «Севастополь»: «Севастополь», «Петропавловск», «Полтава» и «Гангут».
В 1911 году Морским министерством и Морским генеральным штабом начался пересмотр программы 1910 года. В конечном счёте их работа привела к тому, что 25 апреля 1911 года Николай II утвердил «Законопроект о военно-морском флоте» совместно с первоочередной его частью — «Программой спешного усиления Балтийского флота». Закон предусматривал иметь к 1930 года две действующие и одну резервную эскадры в составе БФ; одну действующую и одну резервную в составе ЧФ; а состав Флотилии Тихого океана рассматривался отдельно). После некоторых задержек, небольших корректировок, утверждения Совета министров, Государственного совета, 6 июня 1912 года Государственной Думой данная программа и закон о флоте были утверждены. Она предусматривала строительство с 1912 по 1916(7) год для Балтийского флота 4-х линейных крейсеров типа «Измаил», 2-х минных крейсеров («Муравьёв-Амурский» и «Адмирал Невельский» — заказанных в Германии), 4-х лёгких крейсеров типа «Светлана» («Адмирал Грейг», «Светлана», «Адмирал Бутаков», «Адмирал Спиридов»), 31-го эскадренного миноносца типа «Новик» (различных серий) и 12-ти подводных лодок; а также 2-х лёгких крейсеров типа «Светлана» («Адмирал Нахимов», «Адмирал Лазарев») для ЧФ.
В годы Первой мировой войны корабли Балтийского флота проводили минно-заградительные операции (поставлено 35 тыс. мин), а также действовали на коммуникациях немецкого флота, содействовали сухопутным войскам и обеспечивали оборону Финского залива. Единственной проведённой флотом десантной операцией за всю войну стал Десант у мыса Домеснес в октябре 1915 года.
В своих воспоминаниях контр-адмирал А. Д. Бубнов писал:

В общем Балтийский флот до самой революции полностью, и даже с лихвой, выполнил все поставленные ему задачи, а немецкий флот не рисковал предпринимать на Балтийском море никаких более или менее значительных операций вследствие искусно и прочно организованной нами обороны этого морского театра военный действий— Бубнов А. Д. В царской ставке: Воспоминания адмирала Бубнова. — Нью-Йорк: изд-во им. Чехова, 1955. — 405 с. — С. 219 - 221.

## 1917 год и Гражданская война
В дни Февральской революции в России в Кронштадте и Гельсингфорсе произошли стихийные выступления матросов Балтийского флота, сопровождавшиеся безнаказанными убийствами офицеров и кондукторов. Только в этих гарнизонах было убито свыше 100 офицеров, ещё около 350 офицеров были арестованы). 4 (17) марта в Гельсингфорсе был застрелен в спину командующий флотом вице-адмирал А. И. Непенин. 28 апреля (11 мая) в Гельсингфорсе начал действовать Центральный комитет Балтийского флота (Центробалт), находившийся под сильным влиянием большевиков, левых эсеров и анархистов и стремившийся взять в свои руки контроль на флотом. Усиливающееся месяц от месяца противостояние Центробалта и командования, а также массовое падение уровня дисциплины положили начало фактическому развалу флота. Результат сказался быстро в виде поражения в Моонзундской операции, в снижении эффективности операций флота и в росте его собственных потерь.
В Октябрьской революции матросы Балтийского флота стали одной из главных вооружённых сил большевиков.
В ноябре 1917 года на выборах в Учредительное собрание на Балтийском флоте было подано 120 тысяч голосов.
В гражданскую войну личный состав флота также играл большую роль в боевых действиях на разных фронтах, но сам флот практически утратил боеспособность.

## 20-30 годы XX века
После окончания Гражданской войны и интервенции фактически весь Балтийский флот оказался изолированным в восточной части Финского залива. Ситуация изменилась лишь осенью 1939 года, когда в сферу советского влияния попали прибалтийские республики. В соответствии с заключёнными международными договорами Советский Союз получил право на строительство военно-морских баз в Таллине, Палдиски, на островах Моонзундского архипелага, Риге, Лиепае. Здесь началось строительство системы береговой обороны, перекрывавшей входы в Финский и Рижский заливы. Особое внимание было уделено возведению тяжёлых артиллерийских батарей на островах Сааремаа, Хийумаа и Осмуссаар. Для расквартирования личного состава войск, находившихся в Эстонии, местное правительство выделило необходимые казармы и здания, а также земельные участки под аэродромы, склады и т. п.
14 октября 1939 года вышла директива Наркома ВМф № 3208, где военным морякам рекомендовалось не «представлять себя в роли победителя и завоевателя и тем самым задевать самолюбие граждан иностранных республик». Всю деятельность на территориях республик командование флота должно было строить в соответствии с утверждённым в 1939 году «Руководством по взаимоотношениям с иностранными военными кораблями и властями».
Одной из главных проблем оказалось то, что местные пункты базирования не были рассчитаны на то количество кораблей и судов, которое планировалось советской стороной, а также отсутствовали мощности для их технического обслуживания и ремонта. Из всех портов обеспечить корабли полноценным ремонтом могли только Таллин и Лиепая.
После перебазирования значительной части сил флота к осени 1939 года его дислокация выглядела так: в Кронштадтской военно-морской базе и Ораниенбаумском порту находились основные силы — эскадра в составе линкоров «Марат», «Октябрьская революция» и 3-й дивизион эсминцев, лидер «Ленинград», эсминец «Стерегущий», бригада торпедных катеров, 1-й дивизион сторожевых кораблей, 1-й и 2-й дивизионы базовых тральщиков, 3-й дивизион тихоходных тральщиков Охраны водного района Балтийского флота, корабли гидрографического отдела, 15-й, 16-й, 21-й и 23-й дивизионы подводных лодок и отдельные подводные лодки из других подразделений. В маневренных базах Усть-Луга и Пейпия был развёрнут отряд особого назначения (ООН) Балтийского флота. В подчинении командира отряда были 6 базовых и 6 тихоходных тральщиков, 3 сторожевых корабля и 12 торпедных катеров. Другая же часть флота оказалась разбросанной по южному побережью Балтийского моря на протяжении 500 км. На базах Таллин, Палдиски и Либава располагались отряд лёгких сил, 2-я бригада подлодок (17-й и 22-й дивизионы), 24-й дивизион из состава 3-й бригады подводных лодок, 13-й дивизион и подводный минный заградитель Л-1 «Ленинец» из состава 1-й бригады.
Негативными факторами в развитии флота перед войной оказались репрессии высшего и старшего начальствующего состава флота и неудовлетворительный уровень оперативной подготовки начсостава и боевой подготовки личного состава.

## После 1991 года
России достался БФ ВМФ СССР